# Esmeralda (kommun)
Esmeralda är en kommun i Brasilien.   Den ligger i delstaten Rio Grande do Sul, i den södra delen av landet, 1 400 km söder om huvudstaden Brasília. Antalet invånare är 3 169. Arean är 833 kvadratkilometer.
Terrängen i Esmeralda är platt åt sydväst, men åt nordost är den kuperad.
Trakten runt Esmeralda består till största delen av jordbruksmark. Runt Esmeralda är det mycket glesbefolkat, med 4 invånare per kvadratkilometer.